# Sjukamp för damer vid olympiska sommarspelen 2008
Damernas sjukamp vid olympiska sommarspelen 2008 ägde rum 15-16 augusti i Pekings Nationalstadion. 

## Medaljörer
| Event   | Guld                      | Guld  | Silver              | Silver | Brons                     | Brons |
| Sjukamp | Natalja Dobrynska Ukraina | 6 733 | Hyleas Fountain USA | 6 619  | Tatjana Tjernova Ryssland | 6 591 |

## Resultat

### 100m häck

#### Heat 1
| Placering | Idrottare          | Land          | Tid   | Poäng | Noteringar |
| --------- | ------------------ | ------------- | ----- | ----- | ---------- |
| 1         | Laurien Hoos       | Nederländerna | 13,52 | 1047  | PB         |
| 2         | Liu Haili          | Kina          | 13,56 | 1041  | PB         |
| 3         | Karolina Tyminska  | Polen         | 13,62 | 1033  | PB         |
| 4         | Shobha Javur       | Indien        | 13.62 | 1033  | PB         |
| 5         | Kylie Wheeler      | Australien    | 13.68 | 1024  | SB         |
| 6         | Gretchen Quintana  | Kuba          | 13.77 | 1011  |            |
| 7         | Linda Züblin       | Schweiz       | 13.90 | 993   |            |
| 8         | Pramila Gudandda   | Indien        | 13.97 | 983   |            |
| 9         | Susmita Singha Roy | Indien        | 14.11 | 963   |            |

#### Heat 2
| Placering | Idrottare         | Land           | Tid   | Poäng | Noteringar |
| --------- | ----------------- | -------------- | ----- | ----- | ---------- |
| 1         | Natalja Dobrynska | Ukraina        | 13,44 | 1059  | PB         |
| 2         | Jolanda Keizer    | Nederländerna  | 13,90 | 993   | SB         |
| 3         | Wassana Winatho   | Thailand       | 13,93 | 988   | SB         |
| 4         | Agryo Strataki    | Grekland       | 14.05 | 971   | SB         |
| 5         | Julie Hollman     | Storbritannien | 14.43 | 918   |            |
| 6         | Kaie Kand         | Estland        | 14.47 | 913   |            |
| 7         | Gyorgyi Farkas    | Ungern         | 14.66 | 887   |            |
| 8         | Jana Maksimava    | Belarus        | 14.71 | 880   |            |
| 99        | Irina Naumenko    | Kazakstan      | DNF   | 0     |            |

#### Heat 3
| Placering | Idrottare           | Land        | Tid   | Poäng | Noteringar |
| --------- | ------------------- | ----------- | ----- | ----- | ---------- |
| 1         | Aiga Grabuste       | Lettland    | 13,78 | 1010  |            |
| 2         | Niina Kelo          | Finland     | 13,95 | 985   | PB         |
| 3         | Julija Tarasova     | Uzbekistan  | 14,03 | 974   | PB         |
| 4         | Ida Marcussen       | Norge       | 14.07 | 968   | PB         |
| 5         | Rebecca Wardell     | Nya Zeeland | 14.07 | 968   | SB         |
| 6         | Viktorija Zemaityte | Litauen     | 14.44 | 917   |            |
| 7         | Austra Skujytė      | Litauen     | 14.46 | 914   | SB         |

#### Heat 4
| Placering | Idrottare                  | Land      | Tid   | Poäng | Noteringar |
| --------- | -------------------------- | --------- | ----- | ----- | ---------- |
| 1         | Sonja Kesselschlager       | Tyskland  | 13,50 | 1050  | =SB        |
| 2         | Lucimara da Silva          | Brasilien | 13,55 | 1043  |            |
| 3         | Marie Collonvillé          | Frankrike | 13,57 | 1040  | PB         |
| 4         | Jennifer Oeser             | Tyskland  | 13.57 | 1040  |            |
| 5         | Tatjana Tjernova           | Ryssland  | 13.65 | 1028  |            |
| 6         | Lilli Schwarzkopf          | Tyskland  | 13.73 | 1017  |            |
| 7         | Kamila Chudzik             | Polen     | 13.79 | 1008  |            |
| 8         | Antoinette Nana Djimou Ida | Frankrike | 13.85 | 1000  |            |
| DSQ       | Ljudmila Blonska           | Ukraina   | 13.31 | 1078  | SB         |

#### Heat 5
| Placering | Idrottare         | Land           | Tid   | Poäng | Noteringar |
| --------- | ----------------- | -------------- | ----- | ----- | ---------- |
| 1         | Hyleas Fountain   | USA            | 12,78 | 1158  |            |
| 2         | Jessica Zelinka   | Kanada         | 12,97 | 1129  | PB         |
| 3         | Anna Bogdanova    | Ryssland       | 13,09 | 1111  | PB         |
| 4         | Kelly Sotherton   | Storbritannien | 13.18 | 1097  | PB         |
| 5         | Jackie Johnson    | USA            | 13.22 | 1091  |            |
| 6         | Hanna Melnitjenko | Ukraina        | 13.52 | 1047  |            |
| 7         | Olga Kurban       | Ryssland       | 13.77 | 1011  |            |
| 8         | Denisa Ščerbová   | Tjeckien       | 13.88 | 995   |            |
| 9         | Diana Pickler     | USA            | 14.28 | 939   |            |

### Höjdhopp

#### Grupp A
| Placering | Idrottare                  | Land          | Höjd | Poäng | Noteringar |
| --------- | -------------------------- | ------------- | ---- | ----- | ---------- |
| 1         | Jolanda Keizer             | Nederländerna | 1,83 | 1016  | PB         |
| 2         | Tatjana Tjernova           | Ryssland      | 1,83 | 1016  | SB         |
| 3         | Natalja Dobrijnska         | Ukraina       | 1,80 | 978   | SB         |
| 4         | Jessica Zelinka            | Kanada        | 1.77 | 941   | PB         |
| 5         | Olga Kurban                | Ryssland      | 1.77 | 941   | =SB        |
| 6         | Aiga Grabuste              | Lettland      | 1.77 | 941   |            |
| 7         | Kamila Chudzik             | Polen         | 1.77 | 941   | SB         |
| 8         | Liu Haili                  | Kina          | 1.77 | 941   | PB         |
| 9         | Karolina Tyminska          | Polen         | 1.77 | 941   | PB         |
| 10        | Pramila Gudandda           | Indien        | 1.74 | 903   | =PB        |
| 11        | Viktorija Zemaityte        | Litauen       | 1.74 | 903   |            |
| 12        | Ida Marcussen              | Norge         | 1.71 | 867   | PB         |
| 13        | Antoinette Nana Djimou Ida | Frankrike     | 1.71 | 867   | PB         |
| 14        | Rebecca Wardell            | Nya Zeeland   | 1.71 | 867   | PB         |
| 15        | Gretchen Quintana          | Kuba          | 1.68 | 830   |            |
| 16        | Shobha Javur               | Indien        | 1.65 | 795   | =SB        |
| 17        | Laurien Hoos               | Nederländerna | 1.65 | 795   |            |
| 18        | Niina Kelo                 | Finland       | 1.65 | 795   | PB         |
| 19        | Kaie Kand                  | Estland       | 1.65 | 795   |            |
| 20        | Linda Züblin               | Schweiz       | 1.62 | 759   |            |
| 99        | Irina Naumenko             | Kazakstan     | DNS  | 0     |            |

#### Grupp B
| Placering | Idrottare            | Land           | Höjd | Poäng | Noteringar |
| --------- | -------------------- | -------------- | ---- | ----- | ---------- |
| 1         | Hyleas Fountain      | USA            | 1,89 | 1093  | PB         |
| 2         | Kylie Wheeler        | Australien     | 1,89 | 1093  | PB         |
| 3         | Anna Bogdanova       | Ryssland       | 1,86 | 1054  |            |
| 4         | Marie Collonvillé    | Frankrike      | 1.86 | 1054  | NR         |
| 5         | Lucimara da Silva    | Brasilien      | 1.83 | 1016  | PB         |
| 6         | Kelly Sotherton      | Storbritannien | 1.83 | 1016  | SB         |
| 7         | Hanna Melnijtjenko   | Ukraina        | 1.80 | 978   | =SB        |
| 8         | Lilla Schwarzkopf    | Tyskland       | 1.80 | 978   |            |
| 9         | Jennifer Oeser       | Tyskland       | 1.80 | 978   |            |
| 10        | Austra Skujytė       | Litauen        | 1.77 | 941   |            |
| 11        | Jackie Johnson       | USA            | 1.77 | 941   |            |
| 12        | Sonja Kesselschlager | Tyskland       | 1.77 | 941   |            |
| 13        | Julie Hollman        | Storbritannien | 1.77 | 941   |            |
| 14        | Gyorgyi Farkas       | Ungern         | 1.74 | 903   |            |
| 15        | Jana Maksimava       | Belarus        | 1.74 | 903   |            |
| 16        | Julija Tarasova      | Uzbekistan     | 1.71 | 867   |            |
| 17        | Susmita Singha Roy   | Indien         | 1.71 | 867   |            |
| 18        | Agryo Strataki       | Grekland       | 1.68 | 830   |            |
| 19        | Wassana Winatho      | Thailand       | 1.68 | 830   |            |
| 20        | Denisa Ščerbová      | Tjeckien       | 1.65 | 795   |            |
| DSQ       | Ljudmila Blonska     | Ukraina        | 1.86 | 1054  | PB         |
| 99        | Diana Pickler        | USA            | DNS  | 0     |            |

### Kulstötning

#### Grupp A
| Placering | Idrottare                  | Land           | Längd | Poäng | Noteringar |
| --------- | -------------------------- | -------------- | ----- | ----- | ---------- |
| 1         | Natalja Dobrijnska         | Ukraina        | 17,29 | 1015  | PB         |
| 2         | Austra Skujytė             | Litauen        | 17,02 | 997   | SB         |
| 3         | Jolanda Keizer             | Nederländerna  | 15,15 | 871   | PB         |
| 4         | Laurien Hoos               | Nederländerna  | 14.98 | 860   | SB         |
| 5         | Niina Kelo                 | Finland        | 14.82 | 849   |            |
| 6         | Lilli Schwarzkopf          | Tyskland       | 14.61 | 835   | PB         |
| 7         | Kamila Chudzik             | Polen          | 14.34 | 817   | SB         |
| 8         | Sonja Kesselschlager       | Tyskland       | 14.33 | 816   | =SB        |
| 9         | Rebecca Wardell            | Nya Zeeland    | 14.28 | 813   |            |
| 10        | Anna Bogdanova             | Ryssland       | 14.08 | 799   |            |
| 11        | Karolina Tyminska          | Polen          | 14.08 | 799   |            |
| 12        | Kelly Sotherton            | Storbritannien | 13.87 | 785   |            |
| 13        | Olga Kurban                | Ryssland       | 13.84 | 783   | PB         |
| 14        | Jessica Zelinka            | Kanada         | 13.79 | 780   |            |
| 15        | Jennifer Oeser             | Tyskland       | 13.62 | 769   |            |
| 16        | Jana Maksimava             | Belarus        | 13.60 | 767   |            |
| 17        | Hyleas Fountain            | USA            | 13.36 | 751   |            |
| 18        | Argyro Strataki            | Grekland       | 13.22 | 742   |            |
| 19        | Hanna Melnijtjenko         | Ukraina        | 13.18 | 739   |            |
| 20        | Antoinette Nana Djimou Ida | Frankrike      | 13.12 | 735   |            |
| 21        | Ida Marcussen              | Norge          | 12.97 | 725   |            |
| DSQ       | Ljudmila Blonska           | Ukraina        | 14.29 | 813   |            |

#### Grupp B
| Placering | Idrottare           | Land           | Längd | Poäng | Noteringar |
| --------- | ------------------- | -------------- | ----- | ----- | ---------- |
| 1         | Viktorija Zemaityte | Litauen        | 14,01 | 795   | PB         |
| 2         | Gretchen Quintana   | Kuba           | 13,10 | 734   |            |
| 3         | Shobha Javur        | Indien         | 13,07 | 732   |            |
| 4         | Kylie Wheeler       | Australien     | 13.06 | 731   | SB         |
| 5         | Kaie Kand           | Estland        | 12.91 | 721   |            |
| 6         | Tatjana Tjernova    | Ryssland       | 12.88 | 719   |            |
| 7         | Liu Haili           | Kina           | 12.71 | 708   |            |
| 8         | Aiga Grabuste       | Lettland       | 12.70 | 707   |            |
| 9         | Julija Tarasova     | Uzbekistan     | 12.60 | 701   |            |
| 10        | Julie Hollman       | Storbritannien | 12.45 | 691   |            |
| 11        | Marie Collonvillé   | Frankrike      | 12.42 | 689   | PB         |
| 12        | Linda Züblin        | Schweiz        | 12.34 | 684   |            |
| 13        | Gyorgyi Farkas      | Ungern         | 12.06 | 665   |            |
| 14        | Jackie Johnson      | USA            | 11.82 | 649   |            |
| 15        | Pramila Gudandda    | Indien         | 11.66 | 639   |            |
| 16        | Lucimara da Silva   | Brasilien      | 11.59 | 634   |            |
| 17        | Susmita Singha Roy  | Indien         | 11.27 | 613   |            |
| 99        | Irina Naumenko      | Kazakstan      | DNS   | 0     |            |
| 99        | Diana Pickler       | USA            | DNS   | 0     |            |
| 99        | Denisa Ščerbová     | Tjeckien       | DNS   | 0     |            |
| 99        | Wassana Winatho     | Thailand       | DNS   | 0     |            |

### 200m

#### Heat 1
| Placering | Idrottare          | Land          | Tid   | Poäng | Noteringar |
| --------- | ------------------ | ------------- | ----- | ----- | ---------- |
| 1         | Jolanda Keizer     | Nederländerna | 23,97 | 984   | PB         |
| 2         | Anna Bogdanova     | Ryssland      | 24,24 | 958   | PB         |
| 3         | Kylie Wheeler      | Australien    | 24,28 | 954   | SB         |
| 4         | Gretchen Quintana  | Kuba          | 24.34 | 948   |            |
| 5         | Hanna Melnijtjenko | Ukraina       | 24.35 | 947   | PB         |
| 6         | Rebecca Wardell    | Nya Zeeland   | 24.64 | 920   |            |
| 7         | Kamila Chudzik     | Polen         | 25.36 | 854   |            |
| DSQ       | Ljudmila Blonska   | Ukraina       | 24.14 | 967   | SB         |
| 99        | Diana Pickler      | USA           | DNS   | 0     |            |

#### Heat 2
| Placering | Idrottare          | Land           | Tid   | Poäng | Noteringar |
| --------- | ------------------ | -------------- | ----- | ----- | ---------- |
| 1         | Hyleas Fountain    | USA            | 23,21 | 1058  | PB         |
| 2         | Kelly Sotherton    | Storbritannien | 23,39 | 1040  | PB         |
| 3         | Karolina Tyminska  | Polen          | 23,39 | 1040  | PB         |
| 4         | Jessica Zelinka    | Kanada         | 23.64 | 1016  | PB         |
| 5         | Tatjana Tjernova   | Ryssland       | 23.95 | 986   |            |
| 6         | Olga Kurban        | Ryssland       | 24.34 | 948   |            |
| 7         | Susmita Singha Roy | Indien         | 24.34 | 948   |            |
| 8         | Pramila Gudandda   | Indien         | 24.92 | 894   |            |
| 99        | Denisa Ščerbová    | Tjeckien       | DNS   | 0     |            |

#### Heat 3
| Placering | Idrottare           | Land       | Tid   | Poäng | Noteringar |
| --------- | ------------------- | ---------- | ----- | ----- | ---------- |
| 1         | Julija Tarasova     | Uzbekistan | 24,36 | 946   | PB         |
| 2         | Aiga Grabuste       | Lettland   | 24,71 | 914   |            |
| 3         | Viktorija Zemaityte | Litauen    | 25,06 | 881   |            |
| 4         | Niina Kelo          | Finland    | 25.90 | 806   |            |
| 5         | Jana Maksimava      | Belarus    | 25.94 | 802   |            |
| 6         | Gyorgyi Farkas      | Ungern     | 26.10 | 788   | PB         |
| 99        | Irina Naumenko      | Kazakstan  | DNS   | 0     |            |

#### Heat 4
| Placering | Idrottare            | Land           | Tid   | Poäng | Noteringar |
| --------- | -------------------- | -------------- | ----- | ----- | ---------- |
| 1         | Natalja Dobrijnska   | Ukraina        | 24,39 | 944   | PB         |
| 2         | Ida Marcussen        | Norge          | 25,02 | 885   |            |
| 3         | Marie Collonvillé    | Frankrike      | 25,06 | 881   | PB         |
| 4         | Lilli Schwarzkopf    | Tyskland       | 25.25 | 864   |            |
| 5         | Austra Skujytė       | Litauen        | 25.40 | 850   | SB         |
| 6         | Julie Hollman        | Storbritannien | 25.41 | 850   |            |
| 7         | Argyro Strataki      | Grekland       | 25.47 | 844   |            |
| 8         | Kaie Kand            | Estland        | 25.49 | 842   | SB         |
| 9         | Sonja Kesselschlager | Tyskland       | 25.50 | 841   |            |

#### Heat 5
| Placering | Idrottare                  | Land          | Tid   | Poäng | Noteringar |
| --------- | -------------------------- | ------------- | ----- | ----- | ---------- |
| 1         | Liu Haili                  | Kina          | 24,47 | 936   | PB         |
| 2         | Lucimara da Silva          | Brasilien     | 24,56 | 928   | SB         |
| 3         | Laurien Hoos               | Nederländerna | 24,57 | 927   | SB         |
| 4         | Shobha Javur               | Indien        | 24.62 | 922   | SB         |
| 5         | Jennifer Oeser             | Tyskland      | 24.67 | 917   |            |
| 6         | Jackie Johnson             | USA           | 24.74 | 911   |            |
| 7         | Antoinette Nana Djimou Ida | Frankrike     | 24.90 | 896   |            |
| 8         | Linda Züblin               | Schweiz       | 24.99 | 888   |            |
| 99        | Wassana Winatho            | Thailand      | DNS   | 0     |            |

### Längdhopp

#### Grupp A
| Placering | Idrottare            | Land           | Längd | Poäng | Noteringar |
| --------- | -------------------- | -------------- | ----- | ----- | ---------- |
| 1         | Aiga Grabuste        | Lettland       | 6,36  | 962   |            |
| 2         | Jolanda Keizer       | Nederländerna  | 6,15  | 896   | PB         |
| 3         | Julie Hollman        | Storbritannien | 6,13  | 890   |            |
| 4         | Jessica Zelinka      | Kanada         | 6.12  | 887   | SB         |
| 5         | Gyorgi Farkas        | Ungern         | 6.09  | 877   | PB         |
| 6         | Liu Haili            | Kina           | 6.08  | 874   |            |
| 7         | Ida Marcussen        | Norge          | 6.06  | 868   |            |
| 8         | Sonja Kesselschlager | Tyskland       | 6.04  | 862   |            |
| 9         | Gretchen Quintana    | Kuba           | 6.02  | 856   |            |
| 10        | Susmita Singha Roy   | Indien         | 5.98  | 843   |            |
| 11        | Argyro Strataki      | Grekland       | 5.97  | 840   |            |
| 12        | Julija Tarasova      | Uzbekistan     | 5.92  | 825   |            |
| 13        | Rebecca Wardell      | Nya Zeeland    | 584   | 801   |            |
| 14        | Niina Kelo           | Finland        | 5.76  | 777   |            |
| 15        | Kaie Kand            | Estland        | 5.75  | 774   |            |
| 16        | Laurien Hoos         | Nederländerna  | 5.74  | 771   | =SB        |
| 17        | Linda Züblin         | Schweiz        | 5.74  | 771   |            |
| 99        | Jana Maksimava       | Belarus        | NM    | 0     |            |
| 99        | Austra Skujytė       | Litauen        | NM    | 0     |            |
| 99        | Viktorija Zemaityte  | Litauen        | NM    | 0     |            |

#### Grupp B
| Placering | Idrottare                  | Land           | Längd | Poäng | Noteringar |
| --------- | -------------------------- | -------------- | ----- | ----- | ---------- |
| 1         | Natalja Dobrijnska         | Ukraina        | 6,63  | 1049  | PB         |
| 2         | Karolina Tyminska          | Polen          | 6,53  | 1017  |            |
| 3         | Tatjana Tjernova           | Ryssland       | 6,47  | 997   |            |
| 4         | Anna Bogdanova             | Ryssland       | 6.45  | 991   |            |
| 5         | Hanna Melnijtjenko         | Ukraina        | 6.40  | 975   | PB         |
| 6         | Hyleas Fountain            | USA            | 6.38  | 969   |            |
| 7         | Kelly Sotherton            | Storbritannien | 6.33  | 958   | SB         |
| 8         | Marie Collonvillé          | Frankrike      | 6.21  | 915   | PB         |
| 9         | Lucimara da Silva          | Brasilien      | 6.18  | 905   |            |
| 10        | Jennifer Oeser             | Tyskland       | 6.16  | 899   |            |
| 11        | Antoinette Nana Djimou Ida | Frankrike      | 6.16  | 899   |            |
| 12        | Pramila Gudandda           | Indien         | 6.11  | 883   |            |
| 13        | Kylie Wheeler              | Australien     | 6.11  | 883   |            |
| 14        | Olga Kurban                | Ryssland       | 5.97  | 840   |            |
| 15        | Kamila Chudzik             | Polen          | 5.97  | 840   |            |
| 16        | Lilli Schwarzkopf          | Tyskland       | 5.96  | 837   |            |
| 17        | Jackie Johnson             | USA            | 5.88  | 813   |            |
| 18        | Shobha Javur               | Indien         | 5.86  | 807   |            |
| DSQ       | Ljudmila Blonska           | Ukraina        | 6.48  | 1001  |            |

### Spjutkastning

#### Grupp A
| Placering | Idrottare            | Land           | Längd | Poäng | Noteringar |
| --------- | -------------------- | -------------- | ----- | ----- | ---------- |
| 1         | Sonja Kesselschlager | Tyskland       | 44,28 | 750   | SB         |
| 2         | Jessica Zelinka      | Kanada         | 43,91 | 742   | PB         |
| 3         | Kylie Wheeler        | Australien     | 43,81 | 741   | PB         |
| 4         | Julija Tarasova      | Uzbekistan     | 43.31 | 731   | PB         |
| 5         | Jolanda Keizer       | Nederländerna  | 42.76 | 720   | PB         |
| 6         | Kaie Kand            | Estland        | 42.51 | 716   | PB         |
| 7         | Liu Haili            | Kina           | 41.79 | 702   | SB         |
| 8         | Pramila Gudandda     | Indien         | 41.27 | 692   |            |
| 9         | Lucimara da Silva    | Brasilien      | 40.34 | 674   | SB         |
| 10        | Susmita Singha Roy   | Indien         | 39.79 | 663   |            |
| 11        | Jana Maksimava       | Belarus        | 39.14 | 651   |            |
| 12        | Julie Hollman        | Storbritannien | 39.08 | 650   |            |
| 13        | Aiga Grabuste        | Lettland       | 39.02 | 649   |            |
| 14        | Gretchen Quintana    | Kuba           | 38.14 | 632   | PB         |
| 15        | Kelly Sotherton      | Storbritannien | 37.66 | 622   | SB         |
| 16        | Karolina Tyminska    | Polen          | 35.97 | 590   |            |
| 17        | Hanna Melnijtjenko   | Ukraina        | 35.89 | 589   |            |
| 18        | Anna Bogdanova       | Ryssland       | 35.41 | 579   |            |
| 99        | Viktorija Zemaityte  | Litauen        | DNS   | 0     |            |

#### Grupp B
| Placering | Idrottare                  | Land          | Längd | Poäng | Noteringar |
| --------- | -------------------------- | ------------- | ----- | ----- | ---------- |
| 1         | Kamila Chudzik             | Polen         | 52,05 | 900   |            |
| 2         | Lilli Schwarzkopf          | Tyskland      | 51,88 | 897   |            |
| 3         | Niina Kelo                 | Finland       | 51,48 | 889   |            |
| 4         | Antoinette Nana Djimou Ida | Frankrike     | 49.32 | 847   |            |
| 5         | Natalja Dobrynska          | Ukraina       | 48.60 | 833   | PB         |
| 6         | Laurien Hoos               | Nederländerna | 48.54 | 832   |            |
| 7         | Tatjana Tjernova           | Ryssland      | 48.37 | 829   |            |
| 8         | Jennifer Oeser             | Tyskland      | 47.53 | 812   | SB         |
| 9         | Ida Marcussen              | Norge         | 47.37 | 809   |            |
| 10        | Linda Züblin               | Schweiz       | 47.19 | 806   |            |
| 11        | Marie Collonvillé          | Frankrike     | 46.14 | 785   |            |
| 12        | Argyro Strataki            | Grekland      | 45.20 | 767   | SB         |
| 13        | Shobha Javur               | Indien        | 43.50 | 735   |            |
| 14        | Gyorgi Farkas              | Ungern        | 43.45 | 734   |            |
| 15        | Olga Kurban                | Ryssland      | 42.85 | 722   |            |
| 16        | Rebecca Wardell            | Nya Zeeland   | 42.14 | 708   |            |
| 17        | Hyleas Fountain            | USA           | 41.93 | 705   |            |
| DSQ       | Ljudmila Blonska           | Ukraina       | 47.60 | 814   |            |
| 99        | Jackie Johnson             | USA           | DNS   | 0     |            |
| 99        | Austra Skujytė             | Litauen       | DNS   | 0     |            |

### 800m

#### Heat 1
| Placering | Idrottare          | Land           | Tid     | Poäng | Noteringar |
| --------- | ------------------ | -------------- | ------- | ----- | ---------- |
| 1         | Kaie Kand          | Estland        | 2.13,36 | 916   | PB         |
| 2         | Gyorgyi Farkas     | Ungern         | 2.14,05 | 906   | PB         |
| 3         | Argyro Strataki    | Grekland       | 2.14,57 | 899   | PB         |
| 4         | Linda Züblin       | Schweiz        | 2:18.68 | 842   |            |
| 5         | Susmita Singha Roy | Indien         | 2:21.14 | 808   |            |
| 6         | Jana Maksimava     | Belarus        | 2:21.55 | 803   |            |
| 7         | Julie Hollman      | Storbritannien | 2:22.54 | 789   |            |

#### Heat 2
| Placering | Idrottare         | Land        | Tid     | Poäng | Noteringar |
| --------- | ----------------- | ----------- | ------- | ----- | ---------- |
| 1         | Rebecca Wardell   | Nya Zeeland | 2.13,65 | 912   |            |
| 2         | Ida Marcussen     | Norge       | 2.14,96 | 893   | SB         |
| 3         | Gretchen Quintana | Kuba        | 2.20,31 | 819   |            |
| 4         | Niina Kelo        | Finland     | 2:20.97 | 810   | PB         |
| 5         | Pramila Gudandda  | Indien      | 2:23.46 | 777   |            |
| 6         | Julija Tarasova   | Uzbekistan  | 2:26.19 | 741   | SB         |
| 7         | Shobha Javur      | Indien      | 2:27.50 | 725   |            |

#### Heat 3
| Placering | Idrottare                  | Land          | Tid     | Poäng | Noteringar |
| --------- | -------------------------- | ------------- | ------- | ----- | ---------- |
| 1         | Hanna Melnjtjenko          | Ukraina       | 2.15,23 | 890   |            |
| 2         | Sonja Kesselschlager       | Tyskland      | 2.15,94 | 880   |            |
| 3         | Lucimara da Silva          | Brasilien     | 2.16,20 | 876   | PB         |
| 4         | Aiga Grabuste              | Lettland      | 2:16.87 | 867   |            |
| 5         | Liu Haili                  | Kina          | 2:18.84 | 839   | PB         |
| 6         | Antoinette Nana Djimou Ida | Frankrike     | 2:20.96 | 811   |            |
| 99        | Laurien Hoos               | Nederländerna | DNS     | 0     |            |

#### Heat 4
| Placering | Idrottare         | Land       | Tid     | Poäng | Noteringar |
| --------- | ----------------- | ---------- | ------- | ----- | ---------- |
| 1         | Karolina Tyminska | Polen      | 2.07,08 | 1008  |            |
| 2         | Lilli Schwarzkopf | Tyskland   | 2.10,91 | 951   | SB         |
| 3         | Jennifer Oeser    | Tyskland   | 2.11,33 | 945   | PB         |
| 4         | Kylie Wheeler     | Australien | 2:11.49 | 943   | SB         |
| 5         | Marie Collonvillé | Frankrike  | 2:11.81 | 938   | PB         |
| 6         | Olga Kurban       | Ryssland   | 2:13.59 | 913   |            |
| 7         | Kamila Chudzik    | Polen      | 2:21.97 | 797   |            |

#### Heat 5
| Placering | Idrottare          | Land           | Tid     | Poäng | Noteringar |
| --------- | ------------------ | -------------- | ------- | ----- | ---------- |
| 1         | Tatjana Tjernova   | Ryssland       | 2.06,50 | 1016  | PB         |
| 2         | Kelly Sotherton    | Storbritannien | 2.07,34 | 1004  | PB         |
| 3         | Jessica Zelinka    | Kanada         | 2.07,95 | 995   | PB         |
| 4         | Anna Bogdanova     | Ryssland       | 2:09.45 | 973   | PB         |
| 5         | Jolanda Keizer     | Nederländerna  | 2:15.21 | 890   | PB         |
| 6         | Hyleas Fountain    | USA            | 2:15.45 | 886   | PB         |
| 7         | Natalja Dobrijnska | Ukraina        | 2:17.72 | 855   | SB         |
| DSQ       | Ljudmila Blonska   | Ukraina        | 2:09.44 | 973   | PB         |

### Slutliga ställningar
| Placering | Idrottare                  | Land           | Poäng | Noteringar |
| --------- | -------------------------- | -------------- | ----- | ---------- |
| 1         | Natalja Dobrijnska         | Ukraina        | 6733  | PB         |
| 2         | Hyleas Fountain            | USA            | 6 619 |            |
| 3         | Tatjana Tjernova           | Ryssland       | 6 591 |            |
| 4         | Kelly Sotherton            | Storbritannien | 6 517 |            |
| 5         | Jessica Zelinka            | Kanada         | 6490  | NR         |
| 6         | Anna Bogdanova             | Ryssland       | 6465  | PB         |
| 7         | Karolina Tyminska          | Polen          | 6428  | PB         |
| 8         | Lilli Schwarzkopf          | Tyskland       | 6379  |            |
| 9         | Jolanda Keizer             | Nederländerna  | 6370  | PB         |
| 10        | Kylie Wheeler              | Australien     | 6369  | PB         |
| 11        | Jennifer Oeser             | Tyskland       | 6360  |            |
| 12        | Marie Collonvillé          | Frankrike      | 6302  | SB         |
| 13        | Olga Kurban                | Ryssland       | 6192  |            |
| 14        | Hanna Melnijtjenko         | Ukraina        | 6165  |            |
| 15        | Kamila Chudzik             | Polen          | 6157  |            |
| 16        | Sonja Kesselschläger       | Tyskland       | 6140  |            |
| 17        | Lucimara da Silva          | Brasilien      | 6076  | AR         |
| 18        | Antoinette Nana Djimou Ida | Frankrike      | 6055  |            |
| 19        | Aiga Grabuste              | Lettland       | 6050  | PB         |
| 20        | Liu Haili                  | Kina           | 6041  | PB         |
| 21        | Ida Marcussen              | Norge          | 6015  |            |
| 22        | Rebecca Wardell            | Nya Zeeland    | 5989  |            |
| 23        | Niina Kelo                 | Finland        | 5911  | SB         |
| 24        | Argyro Strataki            | Grekland       | 5893  |            |
| 25        | Gretchen Quintana          | Kuba           | 5830  |            |
| 26        | Julija Tarasova            | Uzbekistan     | 5785  |            |
| 27        | Pramila Gudandda           | Indien         | 5771  |            |
| 28        | Gyorgyi Farkas             | Ungern         | 5760  |            |
| 29        | Shobha Javur               | Indien         | 5749  |            |
| 30        | Linda Züblin               | Schweiz        | 5743  |            |
| 31        | Julie Hollman              | Storbritannien | 5729  |            |
| 32        | Susmita Singha Roy         | Indien         | 5705  |            |
| 33        | Kaie Kand                  | Estland        | 5677  | SB         |
| 34        | Jana Maksimava             | Belarus        | 4806  |            |
| 98        | Laurien Hoos               | Nederländerna  | DNF   |            |
| 98        | Jackie Johnson             | USA            | DNF   |            |
| 98        | Austra Skujytė             | Litauen        | DNF   |            |
| 98        | Viktorija Zemaityte        | Litauen        | DNF   |            |
| 98        | Denisa Ščerbová            | Tjeckien       | DNF   |            |
| 98        | Wassana Winatho            | Thailand       | DNF   |            |
| 98        | Irina Naumenko             | Kazakstan      | DNF   |            |
| 98        | Diana Pickler              | USA            | DNF   |            |
| DSQ       | Ljudmila Blonska           | Ukraina        | 6700  | SB         |

DQ - Diskvalificerad (Blonska diskvalificerades då hon brutit mot dopingreglerna)
Ljudmila Blonska från Ukraina  vann ursprungligen silvermedaljen, men diskvalificerades då hon testats positivt för methyltestosterone.
 VR - Världsrekord / =SB - Tangerat säsongsbästa / PB - Personbästa / SB - Säsongsbästa